# Menedék (amerikai film, 2017)
A Menedék (eredeti cím: The Zookeeper's Wife) 2017-ben bemutatott amerikai-brit háborús filmdráma, amelyet Angela Workman forgatókönyvéből Niki Caro rendezett. A történet alapjául Diane Ackerman azonos című regénye szolgált.  A főbb szerepekben Jessica Chastain, Johan Heldenbergh, Daniel Brühl, Michael McElhatton és Iddo Goldberg látható.
Az Amerikai Egyesült Államokban 2017. március 31-én, Egyesült Királyságban 2017. április 21-én, Magyarországon 2017. március 30-án mutatták be a mozikban.

## Cselekmény
Dr. Jan Żabiński, a Varsói Állatkert igazgatója – amely az 1930-as évek Európájának egyik legnagyobb állatkertje – felesége, Antonina segítségével vezeti az intézményt.
1939. szeptember 1-jén megkezdődik Varsó légibombázása és Lengyelország inváziója. Antonina és kisfia, Ryszard épphogy túlélik a támadást. Jan távollétében megjelenik a Berlini Állatkert igazgatója, Dr. Lutz Heck, Adolf Hitler fő zoológusa, egyben Jan szakmai riválisa. Felajánlja, hogy a háború végéig Berlinben őrzik az állatkert legértékesebb állatait, de később katonákkal tér vissza, és lemészároltatja a többit, ezzel felfedi rejtett kegyetlenségét. Emellett egyre jobban érdeklődik Antonina iránt.
A varsói zsidókat a varsói gettóba kényszerítik. A Żabiński család zsidó barátai, Maurycy Fraenkel és élettársa, Magda Gross, segítséget kérnek, hogy megóvják Szymon Tenenbaum rovargyűjteményét. Antonina végül menedéket nyújt Magdának. A súlyos kockázat ellenére Jan és Antonina az állatkertet használják búvóhelyül, és így egyre több életet mentenek meg. A házaspár azt javasolja Hecknek, hogy az elhagyott állatkertet alakítsák át sertésteleppé, hogy ezzel ellássák élelemmel a megszálló német erőket, titokban azonban az a céljuk, hogy embereket csempésszenek ki a gettóból. Heck, aki új helyszínt keres a visszatenyésztett őstulkokkal folytatott náci kísérleteihez – amit a Birodalom jelképévé akar tenni – beleegyezik a tervbe.
Amikor Jan a gettóban szemétszállítással foglalkozik, embereket is elrejt a teherautókban, hogy az állatkertbe csempéssze őket. A lengyel ellenállással (a Honi Hadsereggel) együttműködve később biztonságos rejtekhelyekre szállítják őket az ország különböző pontjaira. A zsidókat az állatkert ketreceiben, alagutakban, valamint a Żabiński házban rejtik el. Amikor Antonina éjjel zongorázik, az annak a jele, hogy biztonságos előjönni a rejtekhelyekről. Ha azonban nappal játszik, az azt jelenti, hogy rejtőzni kell. Jan megment egy fiatal lányt, Urszulát, akit német katonák megerőszakoltak. Antonina különös figyelemmel fordul felé, úgy bánik vele, mintha egy rémült állatot próbálna megnyugtatni, lassan segít neki, míg végül Urszula csatlakozik a ház többi „vendégéhez”.
1942-ben a németek megkezdik a zsidók haláltáborokba történő deportálását. Egy vasúti rakodóhelyen Jan megpróbálja rábeszélni Janusz Korczakot, a zsidó árvaház vezetőjét, hogy szökjön meg vele, de Korczak nem hajlandó magára hagyni a gyerekeket. Jan így kénytelen segédkezni az árvák marhavagonokba való beszállításában. Ahogy Heck vonzalma Antonina iránt egyre nyilvánvalóbbá válik, feszültség keletkezik a házaspár között.
1943-ban két nőt, akiket Jan mentett meg, és akiket Antonina árjákként próbált elrejteni, lelepleznek és kivégeznek a bérházuk előtt. A sikertelen gettófelkelés után a németek felszámolják a varsói gettót, éppen Hitler születésnapján, amely egybeesik a Pészah első estéjével. Miközben a rejtekhelyeken megbúvó zsidók titokban, szomorúan megtartják a széder estét, a németek felégetik a gettót.
Jan csatlakozik a varsói felkeléshez és a házaspár kibékül, mielőtt elindulna. Később Antonina megszüli kislányukat, Teresát. A felkelés során Jan megsérül és fogságba esik, mindenki halottnak hiszi. Ahogy Heck vonzalma Antonina iránt fokozódik, a nő egyre nehezebben tudja távol tartani magától, miközben titkos „vendégeit” is védenie kell. Egy váratlan látogatás során Heck rábukkan Ryszardra, és kérdőre vonja, hol vannak a szülei. Mivel nem jut információhoz, dühében a fiú ingére náci kitüntetést tűz, és arra biztatja, hogy mondja: „Heil Hitler!”. Miközben elindul kifelé, Ryszard utána kiált: „Hitler ist kaput!”
1945 januárjában megkezdődik Varsó evakuálása. Antonina kétségbeesetten próbál hírt szerezni Janról, és végül Heck segítségét kéri. Amikor Heck megkérdezi, mit kap ezért cserébe, Antonina levetkőzik, de látszik, hogy undorodik tőle. Heck, egyre biztosabb abban, hogy a nő hazudik, majdnem megerőszakolja őt. Antonina végül bevallja, hogy undorodik tőle, mire Heck rádöbben, mennyire átverték. Antonina autót hív, hazarohan a házhoz, és segít a rejtegetett zsidóknak elmenekülni, éppen amikor Heck megérkezik. Magda magával viszi Teresát, de Ryszard nem hajlandó menekülni, így Antonina elrejti őt.
Heck dühösen átkutatja a házat, és a pincében felfedezi a csillagokkal, dátumokkal és állatként ábrázolt vendégekkel teli rajzokat. Amikor megtalálja Ryszardot, üldöznek kezdi az állatkerti alagutakon át, és fegyverrel fenyegetve elkapja. Antoninát egy ketrecbe zárja, aki kétségbeesetten könyörög, de Heck elviszi a fiút a szeme elől. Egy lövéshang hallatszik, Antonina összeomlik. De pillanatokkal később Heck szó nélkül távozik, végleg elhagyja az állatkertet. Ryszard sértetlenül visszatér az anyjához. Együtt csatlakoznak a Varsóból kivonuló menekültekhez. Négy hónappal a náci kapituláció után Varsó újjáépítése elkezdődik. Antonina, a gyerekek és hűséges állatgondozójuk, Jerzyk, visszatérnek az állatkertbe. Jan is hazatér, miután túlélte a fogolytábort. A család Dávid-csillagokat fest az összes ketrecre.
A Żabiński házaspár 300 zsidót mentett meg. Heck berlini állatkertje az angolszász bombázások során megsemmisült, és sosem sikerült visszahoznia az őstulkokat. A Żabińskikat Izrael (Jad Vasem) a világ igaza címmel ismerte el bátor és emberséges tetteikért. Ők segítettek újjáépíteni a mai varsói állatkertet.

## Szereplők
| Szereplő          | Színész                  | Magyar hang   |
| ----------------- | ------------------------ | ------------- |
| Antonina Żabińska | Jessica Chastain         | Balsai Móni   |
| Jan Żabiński      | Johan Heldenbergh        | Széles Tamás  |
| Lutz Heck         | Daniel Brühl             | Zöld Csaba    |
| Jerzyk            | Michael McElhatton       | Schnell Ádám  |
| Maurycy Fraenkel  | Iddo Goldberg            | Szatory Dávid |
| Magda Gross       | Efrat Dor                | Pikali Gerda  |
| Urszula           | Shira Haas               | Pekár Adrienn |
| Ryszard Żabiński  | Val Maloku               |               |
| Ryszard Żabiński  | Timothy Radford (fiatal) | Nagy Gereben  |
| Regina Kenigswein | Martha Issová            | Mohácsi Nóra  |
| Mr. Kinszerbaum   | Goran Kostić             |               |
| Janusz Korczak    | Arnošt Goldflam          | Csuha Lajos   |

### Magyar változat
- Bemondó: Bozai József
- Magyar szöveg: Blahut Viktor, Vass Augusztina
- Hangmérnök: Bederna László
- Vágó : Kránitz Bence
- Gyártásvezető: Molnár Melinda
- Szinkronrendező: Juhász Anna
- Produkciós vezető: Németh Napsugár, Szabó Nicolette

A szinkront az SDI Media Hungary készítette el.

## Történelmi háttér
A Menedék című film Diane Ackerman azonos című, nem fikciós könyvén alapul, amely jelentős mértékben Antonina Żabińska naplójára támaszkodik. A naplót 1968-ban adták ki Lengyelországban Ludzie i zwierzęta címmel. A forgatókönyv számos fontos történelmi vonatkozásban hűen követi Antonina Żabińska és férje, Jan történetét. Mindketten a Varsói Állatkertben dolgoztak, Antonina férje, Jan igazgatói munkáját segítette. Az állatok szerves részei voltak családi életüknek, és Varsó bombázása, valamint az állatkert feldúlása során keletkezett pusztítás jól dokumentált történelmi tény. Lutz Heck cselekedetei és állattenyésztési kísérletei is hiteles történelmi alapokon nyugszanak, bár a filmben bemutatott intimebb viszony Antonina és Heck között túlzó dramatizálás. Ugyanakkor a film hűen ábrázolja a náci megszállással szembeni ellenállást, valamint több mint 300 zsidó megmentését a varsói gettóból. A Żabiński gyerekek, Ryszard és Teresa (a filmben Theresa néven szerepel) szintén valósághűen kerültek bemutatásra, kiemelve az ő részvételüket is a mentési tevékenységekben.

## A film készítése
2010 szeptemberében bejelentették, hogy Angela Workman adaptálja Diane Ackerman nem-fikciós könyvét. 2013. április 30-án Jessica Chastain csatlakozott a projekthez, hogy eljátssza a főszereplőt, Antonina Żabińskát, míg Niki Caro rendezőként szerződött a filmhez. 2015. augusztus 24-én a Focus Features megszerezte a film amerikai forgalmazási jogait, és Daniel Brühl, valamint Johan Heldenbergh is csatlakozott a szereplőgárdához.

### Forgatás
A forgatása 2015. szeptember 9-én kezdődött az állatokkal, míg a színészekkel való forgatás 2015. szeptember 29-én indult Prágában. A stáb kulcstagjai: Suzie Davies, látványtervező, Andrij Parekh, operatőr és Bina Daigeler, jelmeztervező. A forgatás 2015. november 29-én fejeződött be.